# Обле, Феликс
Феликс Тахар Мари Обле (фр. Félix Tahar Marie Aublet; 25 февраля 1903, Тунис — 24 января 1978, Экс-ан-Прованс) — французский художник, дизайнер, архитектор. Сын художника Альбера Обле, брат архитектора Луи Обле.
Окончил Школу изящных искусств в Париже по классу живописи, ученик Фернана Кормона. Под влиянием Ле Корбюзье заинтересовался дизайном, в 1930 г. принял участие в первой выставке Союза современных художников. В 1932—1937 гг. работал как декоратор в Виши, в том числе в сотрудничестве со своим братом. В 1935 г. вместе с Робером и Соней Делоне основал объединение «Искусство и свет», в составе объединения работал над оформлением павильонов воздухоплавания и железных дорог на Всемирной выставке 1937 года — в работе участвовал также Альфред Манесье (сотрудничество с супругами Делоне сопровождалось, однако, значительными трениями).
После Второй мировой войны работал в Ницце, занимаясь, в частности, оформлением кабаре «Золотой орёл» (фр. L'Aigle d'Or; вместе с Никола де Сталем), также вместе с де Сталем оформлял парижское кабаре Театра Елисейских полей. С начала 1950-х гг. жил и работал в Экс-ан-Провансе. В 1959 г. после несчастного случая остался парализован, однако продолжил заниматься живописью.